# کراپچنه
کراپچنه (به بلغاری: Krapchene) یک منطقهٔ مسکونی در بلغارستان است که در شهرستان مونتانا واقع شده‌است.